# 奇哈塔塔恩尔
奇哈塔塔恩尔（Chhatatanr），是印度贾坎德邦Dhanbad县的一个城镇。总人口32235（2001年）。

## 人口
该地2001年总人口32235人，其中男性17478人，女性14757人；0—6岁人口4981人，其中男2554人，女2427人；识字率59.99%，其中男性为68.55%，女性为49.86%。